# Вольфганг Венцель
Вольфганг Венцель (нім. Wolfgang Wenzel; 29 березня 1910, Дрезден — 14 квітня 1992) — німецький офіцер-підводник, капітан-лейтенант крігсмаріне.

## Біографія
Спочатку служив на торговому флоті. 8 квітня 1934 року вступив в рейхсмаріне. Служив на важкому крейсері «Адмірал граф Шпее». На початку Другої світової війни призначений штурманом рейдера «Атлантіс». Наприкінці 1941 року перейшов у підводний флот. З 14 листопада 1942 року — командир підводного човна U-231, на якому здійснив 3 походи (разом 125 днів у морі). 13 січня 1944 року U-231 був важко пошкоджений в Північній Атлантиці північно-східніше Азорських островів (44°15′ пн. ш. 20°38′ зх. д.) глибинними бомбами британського бомбардувальника «Веллінгтон». 7 членів екіпажу загинули, 43 (включаючи Венцеля) вціліли, затопили човен, який не підлягав відновленню. Венцель спробував накласти на себе руки, вистріливши собі в рот. Куля застрягла в задній частині горла, не завдавши йому важких пошкоджень. Згодом німці були підібрані кораблями союзників. Лікар американського ескортного авіаносця «Блок-Айленд» витягнув кулю з горла Венцеля. Він утримувався в таборі для військовополонених в Аризоні. 17 травня 1946 року звільнений. Згодом повернувся на службу в торговий флот.

## Звання
- Кандидат в офіцери (8 квітня 1934)
- Фенріх-цур-зее (1 липня 1935)
- Оберфенріх-цур-зее (1 січня 1937)
- Лейтенант-цур-зее (1 квітня 1937)
- Оберлейтенант-цур-зее (1 квітня 1939)
- Капітан-лейтенант (1 квітня 1942)

## Нагороди
- Медаль «За вислугу років у Вермахті» 4-го класу (4 роки)